# Веверлі
«Веверлі» (англ. Waverley) — історичний роман шотландського письменника Вальтера Скотта, виданий анонімно в 1814 році. Перший прозовий твір письменника. Саме з цього твору починається написання Вальтером Скоттом історичних романів. Популярність роману була настільки великою, що до 1827 року, всі романи Вальтера Скотта публікувалися як твори «від творця Веверлі»

## Сюжет
У романі описані події, що відбуваються в період Другого повстання якобітів, прибічників шотландської феодальної династії Стюартів проти буржуазної Англії (1745). Перед читачем (сучасником автора) розгортається картина ще не забутого минулого,
яке зберегло міцний зв'язок з теперішнім, ще можна було зустріти свідків тих
подій . Змальована епоха — епоха претендента-молодшого, його
відчайдушна спроба повернути Шотландії незалежність. Вальтер Скотт
показує читачеві боротьбу кланів, стосунки між англійцями і шотландцями.
Шотландія тоді нагадувала клубок внутрішніх конфліктів, які розділили її на дві
частини — гірську і рівнинну; всередині кожної із частин (навіть у кожному
угрупуванні) народ на релігійному ґрунті був розділений на ворогуючі табори.
1745 рік був обраний автором як остання спроба, коли Шотландія намагалася
відстояти якщо не цілковиту свою незалежність, то принаймні керівну роль в
Британському королівстві, звівши на англійський трон шотландського короля.

## Жанрова характеристика
За жанровими характеристиками твір Вальтера Скотта «Веверлі» дослідники
кваліфікують як роман. Це пояснюється тим, що в основу твору покладено
зображення життя героя в нерозривному зв'язку із життям суспільства.
Оскільки  Скотт поклав в основу свого роману реальні події, які мали місце в
історії Шотландії, то «Веверлі» кваліфікуємо як історичний роман, якому
притаманна розгалуженість сюжетних ліній. Життя героя показане не лише в
конкретну мить чи в певному середовищі, а від народження до формування його
як особистості. Становлення характерів героїв відбувається на очах у читача. Автор роману детально розкриває долі багатьох героїв протягом тривалого часу, а головних осіб — протягом всього життя. Так, наприклад, В. Скотт
детально показує життєвий шлях Едуарда Веверлі, міс Рози Бредуордін,
Фергюса Мак-Івора, його сестри Флори та багатьох інших персонажів

## Історична основа

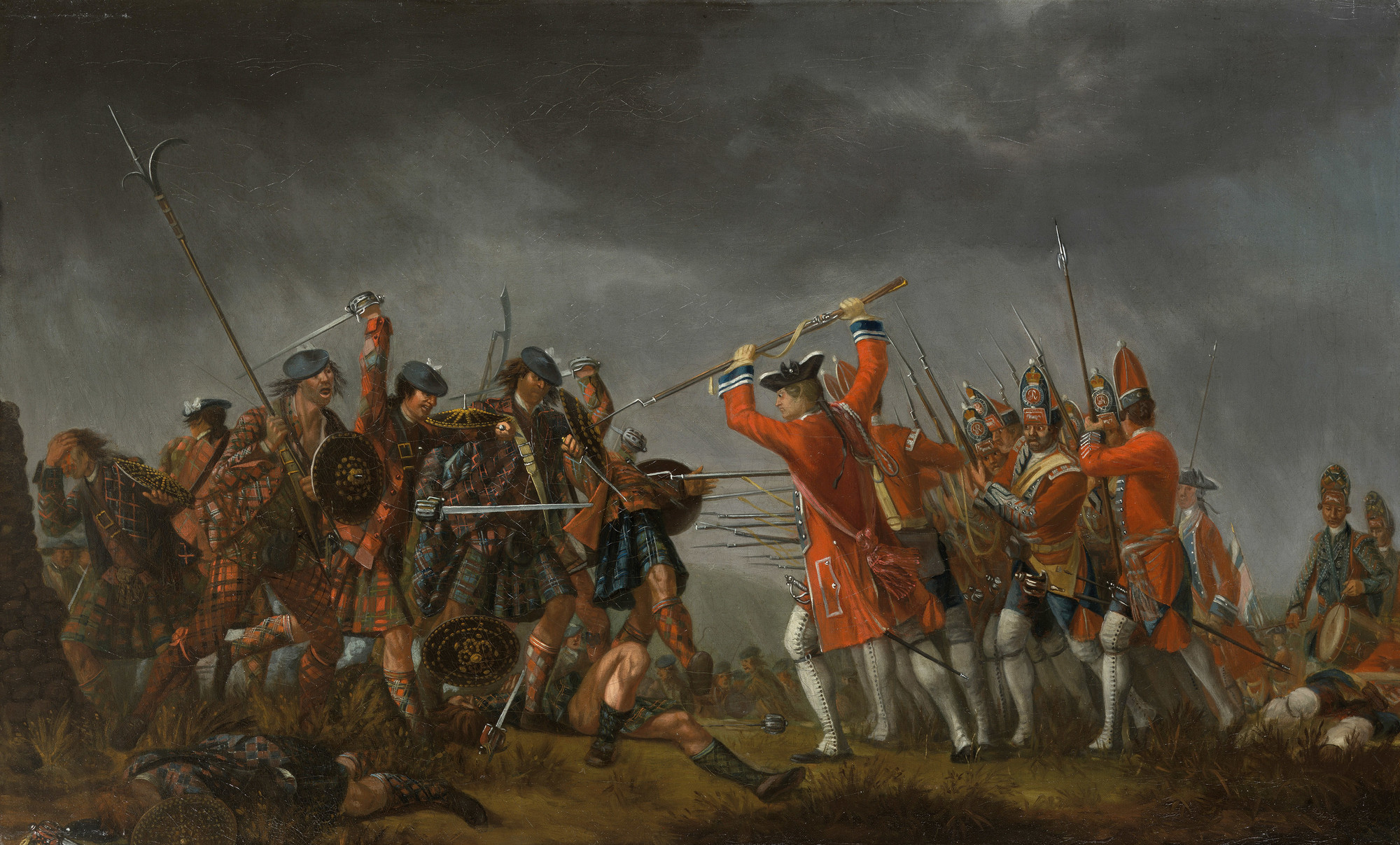
Девід Морієр «Каллоденська битва»

Якобітський заколот 1745 був піднятий в Шотландії Карлом Едвардом Стюартом, з надією захопити трон Шотландського королівства, попри те, що ще був живий його батько Яків (претендент на англійський престол під ім'ям Якова III і на шотландський під ім'ям Якова VIII). Це була остання спроба вигнаного з Британії роду Стюартів повернути собі трон, вона також пов'язана із останньою битвою на острові Велика Британія — Каллоденська битва, що відбулася у 1746 році. Повстання закінчилося поразкою якобітів.

## Назва роману
Існує широко розповсюджена і хибна думка, що Вальтер Скотт під час написання роману шукав натхнення в пейзажах англійського абатства Веверлі. Сам же автор писав, що лише намагався обрати найнейтральнішу назву, що нічого не скаже читачу: «…я, як лицар з білим щитом, що вперше вирушає у похід, обрав для свого героя ім'я Веверлі, ще ніким на використане, що не викликає своїм звучання ніяких думок про добре чи погане, окрім тих, які читач буде пов'язувати з ним після прочитання»

## Успіх
Одразу після опублікування, роман отримав чималу популярність. Перше видання, тираж якого становив тисячу копій, розійшлося за два дні, а в листопаді роман видавався вже вчетверте. Літературознавці та критики також сприйняли роман тепло, особливо Френсіс Джеффрі з Edinburgh Review, відмітив реалізм, чесність в описі персонажів та їхню силу. Інші виражали страх щодо перемішування в книзі історичної правди та романтичної вигадки.
Не зважаючи на спроби Скотта зберігати анонімність, авторство було дуже швидко вгадано. Джейн Остін писала: «Вальтер Скотт не повинен писати романи, особливо гарні. Це несправедливо. Будучи поетом, він заслуговує славу та прибуток, і йому не слід виривати в інших авторів кусень хліба з рота. Він мені не подобається, і мені дуже хотілося б не любити „Веверлі“ — але тут, на жаль, я нічого не можу з собою вдіяти.».

## Різне
Станція Веверлі в Единбурзі носить ім'я роману, а також міст між Едібургом та Карлайлом та пароплав. Пам'ятник Вальтеру Скотту знаходиться біля станції. Площу Веверлі в Гринвіч-Віллидж, Нью-Йорк, було названо в 1833, через рік після смерті письменника.

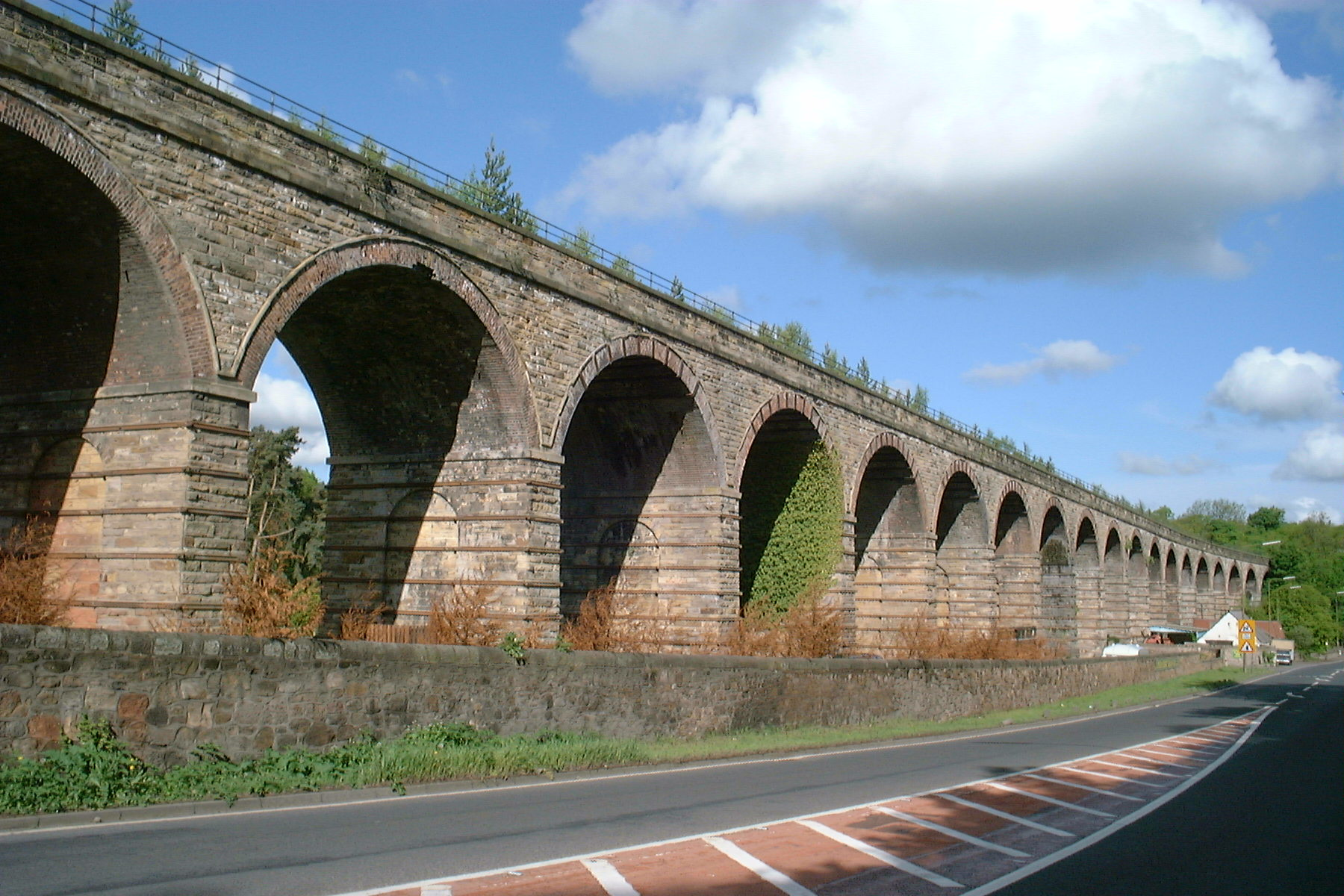
Міст Веверлі